# Khosro III
Khosro III est un souverain d'Iran de la dynastie des Sassanides ayant régné en 630.

## Biographie
Mehar-Khosrô (III) est le fils d'un prince Kavadh, un frère de Khosro II, il est couronné roi dans le Khorassan lors de l'usurpation du trône par le général Schahr-Barâz (avril-juin 630), avant d'être assassiné par le gouverneur de cette province début novembre 630, selon la chronique de Séert. 